# Dypsis spicata
Dypsis spicata – gatunek palmy z rzędu arekowców (Arecales). Występuje endemicznie na Madagaskarze, w prowincji Antsiranana. Można go spotkać między innymi w Parku Narodowym Marojejy. Znane są tylko 2-5 jego naturalne stanowiska.
Rośnie w bioklimacie wilgotnym, jak i średniowilgotnym. Występuje na wysokości do 500–1000 m n.p.m.